# Comuna Niculițel, Tulcea
Niculițel este o comună în județul Tulcea, Dobrogea, România, formată numai din satul de reședință cu același nume.

## Așezare geografică
Comuna Niculițel este situata în nordul Dobrogei mai exact în partea de nord-vest a județului Tulcea,  într-o zonă depresionară larg deschisă spre nord la poalele dealurilor Niculițelului și este delimitată de următoarele teritorii comunale:
-la Nord - teritoriul administrativ al orașului ISACCEA
-la Vest - teritoriul administrativ al comunei HAMCEARCA
-la Sud - teritoriul administrativ al comunei IZVOARELE
-la Est - teritoriul administrativ comunei SOMOVA și al comunei FRECATEI
Pe direcția Nord-Vest este străbătută de D.N. 22, Smîrdam-Măcin-Isaccea-Tulcea-Babadag
D.J. 229 asigură legătura localității Niculițel cu D.N.22, iar DC62
Distanta TL. - Niculițel este de 29 km.
Satele componente ale comunei sunt:
• NICULIȚEL - reședință de comună.
După împărțirea administrativ teritorială din anul 1968, comuna nu mai are și alte sate componente; până la acea dată figurând, numai în evidențe, Bădila și Sarica, localități care de altfel dispăruseră din 1948, în zonele respective plantându-se vita de vie și numai o parte din clădirile existente atunci au mai rămas și pana în ziua de azi.
Suprafața administrativă a comunei este de 9.367 ha după cum urmează:
-arabil...............2.227 ha
-vii....................1.453 ha
-pășuni............. 890 ha
-livezi.................7 ha
-fond forestier..... 3.865 ha
-curți-clădiri........122 ha
-altele.................795 ha
TOTAL................9.367 ha
Suprafața intravilanului este de 144 ha

## Clima
Sub raport climatic - clima temperat continentala: veri de lungă durată, călduroase și secetoase; ierni nu prea reci, cu vanturi puternice; temperatura medie anuala 10,8 °C; cantitatea medie de precipitații 350-450 mm/mp anual

## Istoric
Comuna Niculițel este situată într-o zonă deluroasă și împădurită. Izvoarele istorice atestă că la începutul sec. IX î.Hr., pe teritoriul actual al comunei și al regiunii în care se afla, locuia o populație getică. Astfel a apărut aici în jurul anului 341 î.Hr. o formațiune politică destul de puternică condusă de un basileu pe nume Moskon (datarea s-a realizat pe baza monedelor emise de Moskon și descoperite în regiune). Este cunoscută atât pentru vinurile de calitate obținute din podgoriile ce o împrejmuiesc, cât și pentru numeroasele vestigii care fac obiectul de studiu al arheologilor. Zona reprezintă un vechi teritoriu de întrepătrundere a drumurilor comercianților care veneau în special din Orient pentru a face schimb de mărfuri cu negustorii nord-dunăreni. Multiple descoperiri arheologice și-au găsit ecoul în literatura de specialitate. Ruinele unei fortificații în punctul “La cetățuie”, de unde provin materiale romane, bizantine și slave, situat pe o înălțime care domina localitatea dinspre sud-vest, abundența monedelor romane și bizantine, valul de pământ care înconjoară Niculițelul dinspre sud-sud-vest, bisericuța “Sf. Atanasie” care pare să provină dintr-o capelă bizantină, ca și cele treisprezece monede medievale, aparținând foarte probabil unui tezaur din vremea lui Vlaicu Vodă evidențiază o intensă și îndelungată locuire a acestor locuri nu în cadrul unui simplu sat necunoscut, ci într-o așezare cu caracter cvasi-urban.
Localitatea se afla la numai câțiva kilometri de Noviodunum, stațiune a flotei dunărene, devenită în perioada constantiniană pivotul apărării sectorului nord scitiic, unde era staționată praefectueripae legionis primae foviae, cohortis quintae pedaturae superioris și unitatea de auxiliari - milites primi Constantiani. Datorită pădurilor, zona a fost favorabilă în sec. IV pentru refugiul în cazul unor primejdii, care nu vor întârzia să apară o dată cu pătrunderea vizigoților și, în tot cuprinsul primei jumătăți a sec. V d.Hr., atacurile și raidurile hunice.
În locul numit “La Plăcintă”, cu numai câteva decenii în urmă, se afla o ridicătură de teren, protejată spre sud-sud-est de o viroagă pe unde apele ploilor, adunate de pe dealul “Piatra Roșie”, își făcuseră făgaș. Din spusele bătrânilor, locul prezenta aglomerări de piatră și cărămidă și chiar ziduri năruite de vreme. Extinderea satului în această zonă a schimbat configurația terenului. Sătenii au acoperit râpa, forțând apele ploilor să-și schimbe făgașul. Zidăria de piatră, aflată la suprafață, a fost refolosită la construirea noilor case, iar viiturile mari din ultimii ani au spălat terenul, scoțând la iveală în vara anului 1971, o porțiune din cupola unei cripte. Sătenii au spart pintenul trapezoidal din vârful cupolei și o mică porțiune din zidăria acestuia, deranjând o parte a mormântului din interior. În septembrie 1971 s-au făcut săpături la Niculițel, scoțând la iveală cripta a patru martiri. Deschiderea criptei s-a făcut în ziua de 29 septembrie 1971. Acest tip de bazilică cu trei nave este întâlnit pe teritoriul Dobrogei, găsindu-și analogii la Histria, Tomis, Noviodunum, Tropaeum, Aidin, în nordul Bulgariei, specific secolelor IV-VI.
Ruinele locuințelor din preajma bisericii treflate de pe dealul “Cetățuia” (sec. XI-XII) au fost identificate ca chilii. Tot aici s-a descoperit mormântul unui monah (scheletul avea sub cap o cărămidă). În apropierea localității se afla Mânăstirea Cocoș, ridicată de monahii Visarion, Gherontie și Isaia, în prima jumătate a sec. al XIX-lea. E îndoielnic faptul ca aceștia au înființat mânăstirea pe un loc pustiu; cu siguranță aveau cunoștință de existența anterioară, pe aceste locuri a unor așezări monahale. Important e și faptul că Niculițelul s-a numit până acum circa 180 ani, Mânăstirea, iar în apropiere de dealul “Cetățuia” o depresiune poartă și astăzi numele “Valea Episcopiei”.
În cadrul descoperirilor de la Niculițel un loc aparte, ca importanță istorică și religioasă îl are cripta. Ea reprezintă cea mai veche construcție de acest gen construită până în prezent. În timpul cercetărilor arheologice intrarea a fost găsită blocată și tencuită. Sub prag a fost găsită o monedă, cu o cruce abia perceptibilă, care ar permite clasarea construcției bazilicii și a criptei, datând din timpul împăratului Teodosie al II-lea (408-450). În partea superioară a pereților din dreapta și din stânga intrării au fost incizate în tencuială două inscripții cu litere grecești. Arcadele pereților au fost vopsite cu doua benzi, una roșie, cu ocru, de 5 cm și alta albă, cu var de 6 cm grosime. Literele celor două inscripții au fost de asemenea vopsite cu roșu. Au înălțimea de 7–8 cm și 4,5–6 cm lățime. Fiecare inscripție are la început o cruce. Inscripția din stânga: † Martirii lui Hristos; inscripția din dreapta: Martirii Zoticos, Attalos, Kamasis, Filippos.
Crucea monogramată în forma existentă pe peretele criptei din bazilica niculițeană este întâlnită pe o serie de monumente creștine din perioada romano-bizantină. Scrierea este specifică secolelor IV-V. Alte obiecte descoperite în criptă au fost găsite în încăperea de la subsol. Este vorba de două vase de ofrandă: un castron negru-cenușiu, caracteristic secolului IV-V, cu urme de mortar, dovadă a depunerii sale în momentul construirii criptei și un vas globular, cărămiziu, cu fundul rotund specific ceramicii române târzii, din secolele V-VI.
Cei patru martiri - Zoticos, Attalos, Kamasis, Filippos - sunt amintiți de unele din martirologiile creștine că au pătimit pentru Hristos la Noviodunum (Isaceea) in Scythia Minor în ziua de 4 iunie.

## Demografie
Componența etnică a comunei Niculițel
     Români (88,84%)
     Alte etnii (11,16%)
Componența confesională a comunei Niculițel
     Ortodocși (88,61%)
     Alte religii (0,21%)
     Necunoscută (11,18%)
Conform recensământului efectuat în 2021, populația comunei Niculițel se ridică la 3.774 de locuitori, în scădere față de recensământul anterior din 2011, când fuseseră înregistrați 4.297 de locuitori. Majoritatea locuitorilor sunt români (88,84%). Din punct de vedere confesional, majoritatea locuitorilor sunt ortodocși (88,61%), iar pentru 11,18% nu se cunoaște apartenența confesională.

## Politică și administrație
Comuna Niculițel este administrată de un primar și un consiliu local compus din 13 consilieri. Primarul, Florin Sechila[*], de la Partidul Social Democrat, este în funcție din octombrie 2020. Începând cu alegerile locale din 2024, consiliul local are următoarea componență pe partide politice:
|  | Partid                          | Consilieri | Componența Consiliului | Componența Consiliului | Componența Consiliului | Componența Consiliului | Componența Consiliului | Componența Consiliului |
|  | ------------------------------- | ---------- | ---------------------- | ---------------------- | ---------------------- | ---------------------- | ---------------------- | ---------------------- |
|  | Partidul Social Democrat        | 6          |                        |                        |                        |                        |                        |                        |
|  | Alianța Dreapta Unită           | 2          |                        |                        |                        |                        |                        |                        |
|  | Alianța pentru Unirea Românilor | 2          |                        |                        |                        |                        |                        |                        |
|  | Partidul Național Liberal       | 2          |                        |                        |                        |                        |                        |                        |
|  | Partidul S.O.S. România         | 1          |                        |                        |                        |                        |                        |                        |